# Brakkeput Mei Mei
Brakkeput Mei Mei – osada (wijk) w miejscowości Spaanse Water w dystrykcie Bandariba, w kraju autonomicznym Curaçao, należącym do Holandii, w Ameryce Południowej. 20 października 2023 r. liczyła czterech mieszkańców.  